# Taliaferro County
Taliaferro County är ett administrativt område i delstaten Georgia, USA, med 1 717 invånare (2010). Den administrativa huvudorten (county seat) är Crawfordville.

## Geografi
Enligt United States Census Bureau har countyt en total area på 506 km². 506 km² av den arean är land och 0 km² är vatten.

### Angränsande countyn
- Wilkes County, Georgia - nord
- Oglethorpe County, Georgia - nord
- Warren County, Georgia - sydost
- Hancock County, Georgia - syd
- Greene County, Georgia - väst

### Orter
- Crawfordville (huvudort)
- Sharon